# Douglas SB2D
Douglas SB2D – amerykański, pokładowy samolot bombowo torpedowy mający również pełnić zadania rozpoznawcze (Scout-Bomber) opracowany na początku lat 40. XX wieku przez firmę Douglas Aircraft Company. Pomimo nowatorskiej konstrukcji maszyna nie weszła do produkcji seryjnej. SB2D był pierwszym samolotem United States Navy z przednim podparciem.

## Historia

### Geneza
W przededniu wejścia Stanów Zjednoczonych do wojny amerykańskie lotnictwo pokładowe nie dysponowało spełniającym wymagania US Navy bombowcem nurkującym. Ten typ maszyn określany był skrótem VSB (litera V oznaczała samolot, a litery SB Scout Bomber, zwiadowczo-bombowy). Douglas SBD Dauntless był samolotem udanym i cieszącym się bardzo dobrą opinią wśród pilotów. Jednak jego konstrukcja wywodziła się z połowy lat 30. W sierpniu 1938 roku Biuro Aeronautyki US Navy (Bureau of Aeronautics) rozesłało zapytania ofertowe na nowy, jednosilnikowy zwiadowczy bombowiec nurkujący. Wzrost napięcia w Europie oraz „widmo” zaangażowania Stanów Zjednoczonych w potencjalny konflikt wymusił bardzo krótki termin składania ofert – do grudnia tego samego roku. Wymóg ten wyeliminował większość oferentów, a jedynymi wytwórniami, które dotrzymały terminu, były Brewster Aeronautical Corporation i Curtiss-Wright Corporation. Pierwsza z nich zaprezentowała projekt samolotu oznaczonego jako XSB2A-1 (późniejszy Brewster SB2A Buccaneer). Samolot nigdy nie spełnił pokładanych w nim nadziei i US Navy nie wykorzystała go w operacjach bojowych. Maszyna Curtissa, XSB2C-1, wymagała tylu modyfikacji i poprawek, że weszła do służby dopiero w 1943 roku pod nazwą Curtiss SB2C Helldiver. W zaistniałej sytuacji, na początku lutego 1941 roku, Bureau of Aeronautics rozesłało kolejne zapytanie ofertowe, na nowy, dwuosobowy zwiadowczy bombowiec nurkujący. Nowością w wymaganiach stawianych nowej konstrukcji była zdolność do przenoszenia torped. We wcześniejszych samolotach tej klasy, uzbrojenie torpedowe pojawiło się dopiero na etapie modyfikacji gotowej maszyny. Samolot miał być napędzany silnikiem firmy Wright R-3350 Double Cyclone w układzie podwójnej gwiazdy. Swoje zainteresowanie projektem wyraziły wytwórnie Brewster, Chance Vought, Naval Aircraft Factory, Curtiss oraz Douglas. Do realizacji wybrano projekty dwóch ostatnich.

## Projekt
30 czerwca 1941 roku Douglas podpisał kontrakt (NOs-88707) na budowę dwóch prototypów oznaczonych jako XSB2D-1 o numerach seryjnych BuNo 03551 i 03552. Szczegółowe wymagania marynarki opisywały konstrukcję bardzo skomplikowaną w budowie. Wymagano, aby samolot zaopatrzony był w podwozie z przednim podparciem, dwie wieżyczki strzeleckie umieszczone na grzbiecie i z dołu kadłuba samolotu, uzbrojone w sprzężone karabiny maszynowe. Przewidywano, że skrzydła będą posiadały płaski profil i klapy szczelinowe zapewniające odpowiednio dużą siłę nośną. Ograniczenia związane z użytkowaniem samolotu na pokładach lotniskowców wymusiły zastosowanie płata o stosunkowo małej powierzchni nośnej, a rozpiętość samolotu z rozłożonymi skrzydłami nie mogła być większa niż 7,92 m. Aby zapewnić odpowiednią siłę nośną oraz możliwość przeprowadzania przez samolot ataków w locie nurkowym, konstruktorzy zastosowali laminarny profil skrzydła ze skomplikowanym układem klap z podwójnymi slotami. Na obu powierzchniach płata zamontowano szczelinowe hamulce aerodynamiczne. Obecność w kadłubie dużej komory bombowej wykluczała możliwość chowania podwozia głównego do kadłuba. Tym samym jedynym możliwym miejscem do schowania kół podwozia głównego pozostały i tak już mocno skomplikowane konstrukcyjnie skrzydła. Inżynierowie firmy zdecydowali się na zastosowanie w części płata ujemnego wzniosu. Skrzydła widziane od przodu układały się w kształt litery W. Podobny układ zastosowany został w samolocie Vought F4U Corsair. Dzięki takiemu rozwiązaniu możliwe było schowanie goleni podwozia oraz skrócenie ich wysokości. Następnym wyzwaniem konstrukcyjnym były zdalnie sterowane wieżyczki strzeleckie wymagane przez marynarkę. Pierwsza z nich miała być zamontowana na grzbiecie samolotu za kabiną strzelca, druga pod kadłubem, bliżej ogona samolotu. Obydwie miał obsługiwać jeden strzelec. Do celowania służył zintegrowany celowniki peryskopowy, którego jeden wizjer wystawał nad owiewką kabiny strzeleckiej, a drugi spod brzucha maszyny. Ruch celownika, poprzez układ napędów synchronicznych sterował obrotem wieżyczek i wychyleniem karabinów. Podobne układy zastosowano w bombowcu Boeing B-29 Superfortress i samolocie myśliwskim Northrop P-61 Black Widow. Nie było jednak gotowej wieżyczki strzeleckiej, którą można by bez trudu zamontować na samolocie. Musiano zbudować ją od podstaw. Budowa prototypu opóźniała się. Piętrzące się przed konstruktorami problemy techniczne i opóźnienia w dostawie silnika Wright R-3350-14 spowodowały, że koszty produkcji samolotu stawały się coraz większe. Jednak największym problemem była wzrastająca masa samolotu. Planowany pierwotnie na czerwiec 1942 roku oblot gotowego prototypu odbył się dopiero 8 kwietnia 1943 roku. Od razu na czoło wysunęła się podstawowa wada maszyny: duża masa konstrukcji (pierwszy prototyp posiadał jedynie atrapy wieżyczek strzeleckich), która z pełnym uzbrojeniem nie była sama o własnych siłach wystartować z pokładu lotniskowca. Co prawda w użyciu były już katapulty startowe, ale procedura startu preferowana przez marynarkę zakładała start z rozbiegu jako szybszy i mniej czasochłonny niż użycie katapulty. Prototyp samolotu wykazywał również problemy ze sterownością podłużną i poprzeczną. Próby odciążenia konstrukcji, zmiana śmigła czterołopatowego na trójłopatowe, usunięcie systemu odladzania, zmiana dwóch działek 20 mm zamontowanych w skrzydłach na cztery karabiny 12,7 mm nie przyniosły zadowalającego rezultatu. Latem 1943 roku stało się jasne, że samolot Douglassa nie będzie w stanie operować z pokładu lotniskowca. Sytuacja była o tyle skomplikowana, że już w kwietniu 1942 roku marynarka zakontraktowała budowę pierwszych 358 maszyn seryjnych (oznaczonych jak SB2D-1), który to kontrakt później powiększono do 623 egzemplarzy. Sytuację mogły jeszcze uratować lotniskowce typu Midway, z których pokładów Destroyer mógłby już wzbić się sam, tyle tylko, że lotniskowców... jeszcze nie było. Pierwszy z nich, USS „Midway” wszedł do służby już po zakończeniu II wojny światowej. Cały program budowy samolotu anulowano w czerwcu 1944 roku. Próbą ratowania włożonych środków i rozpoczętej już produkcji seryjnej miała być wersja jednomiejscowa samolotu oznaczona jako Douglas BTD Destroyer, ale i ta maszyna zawiodła oczekiwania marynarki.

## Konstrukcja
Destroyer był wolnonośnym, dwuosobowym, całkowicie metalowym średniopłatem. Trójpodporowe, chowane podwozie z przednim podparciem. Do napędu użyto 18-cylindrowego, chłodzonego powietrzem silnika Wright R-3350-14 w układzie podwójnej gwiazdy napędzającego trójłopatowe śmigło o zmiennym skoku. Usterzenie klasyczne, składane skrzydła w celu możliwości hangarowania samolotu na pokładach lotniskowców.

## Uzbrojenie
Maszyna uzbrojona była w cztery karabiny maszynowe kalibru 12,7 mm zamontowane w skrzydłach oraz dwa tego samego kalibru w wieżyczkach strzeleckich, po jednym w górnej i dolnej. W komorze bombowej samolot mógł przenosić dwie bomby o masie do 726 kg. Zamiast bomb w komorze możliwe było przenoszenie dwóch torped oraz dwóch bomb o masie 147 kg każda lub bomb głębinowych na zewnętrznych węzłach.